# スキャノミクス
「スキャノミクス」とは、 TOKYO FMで2013年4月2日から放送開始したガールズロックバンドのSCANDAL（HARUNA、TOMOMI、MAMI、RINA）がパーソナリティーを担当するラジオ番組である。英語表記は「SCANOMICS」。

## 概要
- 2013年4月2日  RADIO DRAGON 内のコーナー「Doors」火曜日をSCANDALが担当する箱番組として放送開始。
- 2013年10月1日  RADIO DRAGON内のコーナーから独立し、番組タイトルも『Doors/スキャノミクス』に変更。放送時間も21:20 - 21:40へ変更となった。
- 2014年4月1日  RADIO DRAGONが ｢RADIO DRAGON -NEXT-｣ へ生まれ変わり木曜深夜へ放送時間を移動することに伴い、番組タイトルから「Doors」は抜け『スキャノミクス』に変更となった。
- 事前に録音されたものが放送されている（2013年10月1日の放送のみ生放送を実施）。

基本的に2〜3回分を事前に収録している模様。
- 放送後には有料の番組スマホサイトにおいて、その日の放送が一週間聴けるタイムシフトリスニングが利用でき、番組ブログの更新やメンバー本人が綴った放送後記のメルマガも配信される。回によっては放送時間の都合で本編ではカットされた未公開トークがタイムシフトリスニングで聴くことができる。なお、初回放送前の2013年3月25日までに登録した人には、同年3月26日(火)に「第0回」が配信された。
- Twitter上では番組ハッシュタグが「#スキャノミクス」と「#SCANOMICS」とで混在している。

ミュージックヴィレッジのTwitterアカウントが2013年12月31日の放送後、大晦日にもかかわらず多くのスキャノミクス関連ツイートがなされたことに感動し、"番組専用ハッシュタグ" として「#SCANOMICS」を用意したものの、番組をリアルタイムで聴いている際「#スキャノミクス」とツイートすることが稀にあるRINAの影響があってか、結果的に「#スキャノミクス」を添えたツイートのほうが多い状況となってしまっている。
- 番組中なにかを食べながら放送している回が多い（焼肉、ケーキ、年越し蕎麦、宇宙食、鰻の蒲焼き弁当、アイス、ポッキー、プリッツ、お豆、など）。
- 番組HP上で「番組から重要なお知らせがあります」と事前告知がなされ迎えた2015年3月24日放送の番組エンディングにて、翌週3月31日の放送をもって番組が終了することが突然発表された。その日番組内で紹介したリスナーからのメールのテーマは「卒業」であった。
- 最終回となった2015年3月31日の放送において、前週にアナウンスされた番組終了を受けて「最終回とはいっても、現在行っているWORLD TOURで4月からは海外へ行くため、一旦お休みをして、またちょっと形を変えて皆さんとお会いできたらなあ…」（HARUNA）という言葉で番組終了についてリスナーへ説明した。
- 最終回放送後、RINAは「また帰ってきます」とオフィシャルブログ[2]で綴ってる。

## 放送時間
- 毎週火曜日 21:20 - 21:40（2013年10月1日以降）
2013年4月2日 - 2013年9月24日までは 21:15頃 - 21:35頃 の放送。

## パーソナリティー

### SCANDAL
自称 アイス大好き "アイスバンド" 。

#### HARUNA
主に番組の進行役を務める。
2013年春に訪れたラスベガスのカジノではゴーストバスターズのコインゲームにハマり、自称「スロット女」と化した。

#### TOMOMI
夏場は毎日スイカバーを食べている。
お弁当に入っているシュウマイはMAMIから全て奪う。

#### MAMI
メンバー曰く「毎日違う。毎日更新されていく。毎日生まれ変わる」
学生時代、宿題はやらない派。

#### RINA
ある日の夜、ラジオから流れてきた「社会の窓」を聴いて以来、クリープハイプに恋をしている。
「びっくりドンキーは『びくドン』などと略して呼んではいけない店」という考えの持ち主。

## ゲスト
初回放送時「ゲストを呼ぶとかやれたらおもしろいんじゃないか」（TOMOMI）という番組構想が語られていたものの、2年間でのゲスト登場回は片手で収まる程度である。
- 芦沢ムネト（2014年2月4日）
オープニングで節分の豆まきをした際に鬼として登場。お面をしていたためメンバーからは誰か気づかれないまま散々豆を浴びた挙げ句、お面を外し正体を明かした後にはメンバーから「ムネっち」と呼ばれ弄ばれた。
- 増田順一（2014年7月8日）
放送67回目にして初のトークゲスト。ポケモン第一世代であるSCANDALのメンバーとポケモントークを繰り広げた。
「ポケモンとは、人と人とを出逢わせるもの」
- クマムシ（2015年2月10日）
コメントでの出演。数日後のバレンタインに先立って、番組スタッフからメンバーへの逆チョコとして彼らからのメッセージがサプライズプレゼントされた。ソボクのコーナーにも登場。
- MAMIママ[3]（2015年3月10日）
電話での出演。MAMIの人生初ライブ（米米CLUB）体験のエピソードを披露。「浪漫飛行」をリクエストし、曲紹介も行った。

## 放送リスト
| スキャノミクス放送リスト | スキャノミクス放送リスト                                                                             | スキャノミクス放送リスト | スキャノミクス放送リスト | スキャノミクス放送リスト                                                                                    | スキャノミクス放送リスト |
| 回数                     | 企画・内容                                                                                           | 放送日                   | ソボク | 備考 |                          |
| ------------------------ | --- | ------------------------ | --- | --- | ------------------------ |
| 第01回                   | 火曜日Doors新担当、自己＆他己紹介                                                                    | 2013年4月2日             | | - |                          |
| 第02回                   | メンバーおすすめ！ 新生活お役立ちグッズは...。                                                       | 2013年4月9日             | | - |                          |
| 第03回                   | 新曲「会わないつもりの、元気でね」初OA！                                                             | 2013年4月16日            | | - |                          |
| 第04回                   | コーナータイトルを決めよう！                                                                         | 2013年4月23日            | | - |                          |
| 第05回                   | ゴールデン・ソング特集                                                                               | 2013年4月30日            | | - |                          |
| 第06回                   | 一曲いっとく？ 気合いだー！気合いだー！気合いだー！（アニマル風味）                                  | 2013年5月7日             | ・ストレス発散法 ・好きな卵料理 | - |                          |
| 第07回                   | 続・コーナータイトルを決めよう！                                                                     | 2013年5月14日            | ・母の日なにした？ ・新曲「会わないつもりの、元気でね」"、"の意味 | - |                          |
| 第08回                   | 「 会わないつもりの、元気でね 」リリース前夜！                                                       | 2013年5月21日            | | 放送当日23歳の誕生日を迎えたMAMIを祝福                                                                      |                          |
| 第09回                   | TOMOMIのフライング誕生会                                                                             | 2013年5月28日            | | 都内某所の焼肉屋で焼肉を食べながら収録                                                                      |                          |
| 第10回                   | SCANDALライブの心得                                                                                  | 2013年6月4日             | | コーナータイトルが「スキャノミクス」に決定 / 大阪城ホールのLIVE音源(「DOLL」「太陽スキャンダラス」)をON AIR |                          |
| 第11回                   | ブライダル・ソング特集                                                                               | 2013年6月11日            | | - |                          |
| 第12回                   | 素朴な疑問に答えたいっ！                                                                             | 2013年6月18日            | ・お風呂どこから洗う？ ・飲み物のこだわり ・夏に楽しみなこと ・この夏、おでかけどこ行く？ | - |                          |
| 第13回                   | 上半期スキャニュース☆ベスト5                                                                         | 2013年6月25日            | | - |                          |
| 第14回                   | 対バンやろうよ！                                                                                     | 2013年7月2日             | | - |                          |
| 第15回                   | ライブツアー振り返り ＆ 「下弦の月」宇宙初OA                                                         | 2013年7月9日             | SCANDALライブで観客として騒ぎたい曲 | - |                          |
| 第16回                   | バンやろ!!Vol.4                                                                                      | 2013年7月16日            | 一日で好きな時間帯 | - |                          |
| 第17回                   | 2013年アイスNo.1決定戦                                                                               | 2013年7月23日            | | - |                          |
| 第18回                   | SCANDALが選ぶ夏ソング -前編-                                                                         | 2013年7月30日            | | - |                          |
| 第19回                   | SCANDALが選ぶ夏ソング -後編-                                                                         | 2013年8月6日             | | - |                          |
| 第20回                   | お便りにたっぷりお答え♪                                                                              | 2013年8月13日            | 自分が作詞作曲した曲をメンバーへ初お披露目するときの心情 | 8月10日に25歳の誕生日を迎えたHARUNAを祝福                                                                   |                          |
| 第21回                   | 公開収録＠渋谷スペイン坂スタジオ -前編- （メンバー目線で「下弦の月」のマニアックな聴き方を紹介！）   | 2013年8月20日            | | New Single「下弦の月」リリースを記念して8月16日に渋谷スペイン坂スタジオで行われた初の公開収録の模様を放送   |                          |
| 第22回                   | 公開収録＠渋谷スペイン坂スタジオ -後編- （素朴な質問にただただ答える＆「OVER DRIVE」宇宙初OA）       | 2013年8月27日            | ・好きな動物 ・おいしいハンバーグの作り方 ・餃子派？焼売派？ | 前週に引き続き公開収録の模様を放送 / 「素朴な質問（ソボク）」がコーナー化                                   |                          |
| 第23回                   | 解説「OVER DRIVE」                                                                                   | 2013年9月3日             | | - |                          |
| 第24回                   | いきなりソボクまつり＆「SCANDAL IN THE HOUSE」OA                                                     | 2013年9月10日            | ・きのこの山派？たけのこの里派？ ・カレー、福神漬け派？らっきょう派？ ・サッカーのキーパー、どう思う？ ・好きな芳香剤 | - |                          |
| 第25回                   | 出張スキャノミクス -前編- （5thフルアルバム『STANDARD』を話そう！）                                  | 2013年9月17日            | たい焼き、頭から派？尻尾から派？ | 「氣志團万博2013」バックヤードで収録                                                                        |                          |
| 第26回                   | 出張スキャノミクス -後編- （アーティスト主催フェスの魅力を語る）                                     | 2013年9月24日            | | 前週に引き続き「氣志團万博2013」バックヤードで収録                                                          |                          |
| 第27回                   | 初の生放送 ～New Albumリリース記念！ 購買意欲を掻き立てろ！ アルバム『STANDARD』オリジナルCM制作！～ | 2013年10月1日            | | 番組初の生放送 / この週から放送時間が"21:20 - 21:40"へ変更                                                  |                          |
| 第28回                   | 秋に聴きたいナンバー -HARUNA&TOMOMI篇-                                                               | 2013年10月8日            | 何マンが好き？ | - |                          |
| 第29回                   | 秋に聴きたいナンバー -MAMI&RINA篇-                                                                   | 2013年10月15日           | 寒さ対策の方法 | - |                          |
| 第30回                   | 「5」という数字                                                                                      | 2013年10月22日           | 褒められて伸びる派？怒られて伸びる派？ | SCANDALは2013年10月21日がメジャーデビュー5周年                                                              |                          |
| 第31回                   | 知ってソンはない!? ケンミンみーん!! -前編-                                                           | 2013年10月29日           | | クイズ出題者として天の声登場                                                                                |                          |
| 第32回                   | 知ってソンはない!? ケンミンみーん!! -後編-                                                           | 2013年11月5日            | 好きなコンビニ | 前週に引き続きクイズ出題者として天の声登場                                                                  |                          |
| 第33回                   | ホールツアー前半戦を振り返りっ！                                                                     | 2013年11月12日           | 移動中のバスの座席 | NHKホールの楽屋でライブ直前に収録                                                                           |                          |
| 第34回                   | メールをたっぷりご紹介                                                                               | 2013年11月19日           | ビーフシチュー派？ホワイトシチュー派？ | - |                          |
| 第35回                   | おすすめXmasソング☆MAMI&TOMOMI篇                                                                     | 2013年11月26日           | 「あまちゃん」の好きなキャラクター | - |                          |
| 第36回                   | おすすめXmasソング☆RINA&HARUNA篇                                                                     | 2013年12月3日            | 好きな鍋 | - |                          |
| 第37回                   | 第1回スキャ！スキャ？イントロクイズ～！                                                              | 2013年12月10日           | | 「メトロノーム」逆再生『ヘイィィーーー！！！』誕生 /プレゼント企画実施                                      |                          |
| 第38回                   | スキャ的恋愛相談室                                                                                   | 2013年12月17日           | | SCANDALと番組のオリジナルコラボグッズ 第一弾の発売を発表                                                    |                          |
| 第39回                   | オリジナルコラボグッズ発売                                                                           | 2013年12月24日           | チョコ派？ ホワイトチョコ派？ | - |                          |
| 第40回                   | 年越しそばをズルズルしながら今年を振り返る ＆ 第2回スキャ！スキャ？イントロクイズ～！ / リベンジ     | 2013年12月31日           | | - |                          |
| 第41回                   | 2014年の抱負をひひぃーんと！                                                                         | 2014年1月7日             | 肉派？魚派？ | プレゼント企画実施                                                                                          |                          |
| 第42回                   | 頑張れ、新成人！                                                                                     | 2014年1月14日            | | 番組初のリスナーと電話相談を実施                                                                            |                          |
| 第43回                   | 赤い公園、ねごとの魅力を語る                                                                         | 2014年1月21日            | | - |                          |
| 第44回                   | 受験生リスナーからのメッセージ                                                                       | 2014年1月28日            | 好きなうまい棒の味 | - |                          |
| 第45回                   | 豆と鬼と戦国BASARA4                                                                                  | 2014年2月4日             | | 芦沢ムネトが乱入 / プレゼント企画実施                                                                       |                          |
| 第46回                   | 世界各地のバレンタインを特集                                                                         | 2014年2月11日            | 職業病 | - |                          |
| 第47回                   | 新曲特典DVDとバレンタインとウィンターソングと                                                        | 2014年2月18日            | | - |                          |
| 第48回                   | 卒業とドリカムトリビュート                                                                           | 2014年2月25日            | | - |                          |
| 第49回                   | 新曲「Departure」＆カバー曲「大阪LOVER」初OA                                                         | 2014年3月4日             | | - |                          |
| 第50回                   | ファンミーティングの戦略会議                                                                         | 2014年3月11日            | | - |                          |
| 第51回                   | 新曲「Departure」の感想をドシドシ紹介                                                                | 2014年3月18日            | 美容室、「痒いところありますか？」の返答 | 放送終了間際「次週(2014年3月25日)の放送で重大発表がある」という内容の次回予告が流れた。                     |                          |
| 第52回                   | 重大発表・・・！                                                                                     | 2014年3月25日            | 早起き対策 | - |                          |
| 第53回                   | 新曲「Rainy」ラジオ初OA ＆ 「シャドウハンターを楽しもう！」第1弾                                     | 2014年4月1日             | お好み焼き派？ もんじゃ焼き派？ | - |                          |
| 第54回                   | 「シャドウハンターを楽しもう！」第2弾 ＆ メンバーおすすめ映画                                        | 2014年4月8日             | パセリを食すか否か | - |                          |
| 第55回                   | ポケモン映画主題歌決定 ＆ 「シャドウハンターを楽しもう！」第3弾                                      | 2014年4月15日            | エビ天の尻尾、食べる派？ 食べない派？ | - |                          |
| 第56回                   | NEWシングル『Departure』本日フラゲ日                                                                 | 2014年4月22日            | 街頭チラシの受け取り | - |                          |
| 第57回                   | 連休ウキウキソング                                                                                   | 2014年4月29日            | | - |                          |
| 第58回                   | ご当地クイズ、ふたたび！ 「急に出題してゴメンinスキャノミクス」                                      | 2014年5月6日             | 歯磨きのタイプ | 2013年11月5日以来の天の声登場                                                                               |                          |
| 第59回                   | メールまつり開催♪                                                                                    | 2014年5月13日            | カレーにソース、かける派？ かけない派？ | - |                          |
| 第60回                   | W杯間近♪ 世界へ目を向け洋楽レコメンド！                                                              | 2014年5月20日            | 布団派？ ベッド派？ | MAMI(5月21日生)とTOMOMI(5月30日生)の24歳の誕生日を祝福                                                      |                          |
| 第61回                   | ARENA LIVE 2014『360°』＆『FESTIVAL』に向けて！                                                      | 2014年5月27日            | フロートのアイスクリーム、先に食べる派？ 溶かしながら食べる派？ | - |                          |
| 第62回                   | NEWシングル『夜明けの流星群』を語る＆宇宙初OA                                                        | 2014年6月3日             | 映画館の座席選び | - |                          |
| 第63回                   | ハワイ・リポート ＆ カップリング「Your song」初OA                                                    | 2014年6月10日            | 冷やし中華のタレ | - |                          |
| 第64回                   | 大阪城ホールまであと・・・・5日。                                                                    | 2014年6月17日            | 湯船ですること | SCANDALと番組のオリジナルコラボグッズ 第二弾「SOBOKU Tシャツ その2」発売を発表                              |                          |
| 第65回                   | 大阪城ホールライブ終了後、最速インタビュー                                                           | 2014年6月24日            | 好きなポップコーンの味 | 大阪城公演直後のファンやSCANDALメンバーへの突撃インタビューの模様が一部放送された。                         |                          |
| 第66回                   | 「ARENA LIVE 2014」をっ！ まるっと振り返り                                                           | 2014年7月1日             | | 横浜アリーナ公演2日目終演直後のファンやCANDALのメンバーへの突撃インタビューの模様も放送された。             |                          |
| 第67回                   | 増田さんとポケモントーク！                                                                           | 2014年7月8日             | | 増田順一がスタジオゲストとして登場                                                                          |                          |
| 第68回                   | 『夜明けの流星群』店着日！ 新曲おすすめポイント                                                      | 2014年7月15日            | 暑がり？寒がり？ | - |                          |
| 第69回                   | 『夜明けの流星群』番外編 ～宇宙食～                                                                  | 2014年7月22日            | 好きな焼き鳥の串 | - |                          |
| 第70回                   | 土用の丑の日に夏バテ対策会議                                                                         | 2014年7月29日            | 靴を買ったときの箱 | - |                          |
| 第71回                   | SCANDAL流RIJFタイムテーブル                                                                          | 2014年8月5日             | 好きなふりかけ | - |                          |
| 第72回                   | 東阪10DAYSまで1ケ月！                                                                                | 2014年8月12日            | 二段ベッド、上派？下派？ | 8月10日に26歳の誕生日を迎えたHARUNAを祝福                                                                   |                          |
| 第73回                   | Wハッピー・バースデー                                                                                | 2014年8月19日            | 回転寿司の一皿目 | 2日後(8月21日)のSCANDAL結成8周年＆RINAの誕生日を祝福                                                        |                          |
| 第74回                   | 「閃光ライオット2014」ファイナリスト紹介                                                             | 2014年8月26日            | そうめんに納豆、あり？なし？ | - |                          |
| 第75回                   | 「閃光ライオット2014」レポート＠新木場STUDIO COAST                                                   | 2014年9月2日             | 好きなチュッパチャプスの味 | 「閃光ライオット2014」の会場、新木場STUDIO COASTで収録                                                      |                          |
| 第76回                   | SCANDAL的夏の思い出                                                                                  | 2014年9月9日             | 映画館でエンドロール観る派？ 観ない派？ | - |                          |
| 第77回                   | “LIVE”にまつわるエトセトラ☆SCANDALの場合                                                             | 2014年9月16日            | 激辛、中辛の辛さ | - |                          |
| 第78回                   | 思い出のライブ -HARUNA&TOMOMI篇-                                                                     | 2014年9月23日            | 白いご飯に合うおかず | - |                          |
| 第79回                   | 思い出のライブ -MAMI&RINA篇-                                                                         | 2014年9月30日            | 落ち着く時間 | - |                          |
| 第80回                   | "10"DAYSライブ振り返りっ！                                                                           | 2014年10月7日            | 秋を感じる食べ物 | - |                          |
| 第81回                   | スキャちゃんへの伝言スペシャル                                                                       | 2014年10月14日           | 好きな31アイスのフレーバー | - |                          |
| 第82回                   | 20thシングル『Image』宇宙初OA                                                                        | 2014年10月21日           | フライドポテト、細いの派？ 太いの派？ | - |                          |
| 第83回                   | 31アイスクリームNo.1決定戦                                                                           | 2014年10月28日           | | 2014年10月14日の「SOBOKU」の質問内容がメイン企画化                                                          |                          |
| 第84回                   | アナログ盤を聴いてみよう！                                                                           | 2014年11月4日            | 教室の席 | DJ TOMOMI初登場                                                                                             |                          |
| 第85回                   | ポッキー＆プリッツの日!! もとい、リスナーメールまつりの日!!                                          | 2014年11月11日           | 楽屋の好み、和室派？ 洋室派？ | - |                          |
| 第86回                   | NEWシングル『Image』のススメ！                                                                       | 2014年11月18日           | バンドエイドを持ち歩くかどうか | - |                          |
| 第87回                   | 「ネスレカップ 国際女子サッカークラブ選手権2014」に注目！                                            | 2014年11月25日           | 好きな学校の掃除場所 | - |                          |
| 第88回                   | NEWアルバム『HELLO WORLD』を20秒でキャッチーに紹介                                                   | 2014年12月2日            | ・石鹸、固体派？ 液体派？ ・チキン、骨あり派？ 骨なし派？ | - |                          |
| 第89回                   | 『HELLO WORLD』聴いてくれたかな？                                                                    | 2014年12月9日            | ・白身魚派？ 赤身魚派？ ・これからの寒い季節、体を温めるためにすすりたい汁物 | - |                          |
| 第90回                   | リスナーからのRE:『HELLO WORLD』                                                                     | 2014年12月16日           | | - |                          |
| 第91回                   | SO・BO・KU・SPECIAL!!                                                                                | 2014年12月23日           | ・年越し、ジャンプする派？ しない派？ ・クリスマスといえば、赤？ 緑？ ・セーラー服派？ ブレザー派？ ・おにぎり、味付き海苔派？ 味なし海苔派？ ・オムライス、ケチャップ派？ デミグラス派？ ・卵かけごはん、卵を混ぜてから派？ ご飯にかけてから混ぜる派？ ・焼き餃子派？ 水餃子派？ ・洋画、吹替派？ 字幕派？ | 番組初の全編「素朴な質問」コーナーのスペシャル放送                                                          |                          |
| 第92回                   | 2014年を...ふりかえり!!                                                                              | 2014年12月30日           | 好きなおせち料理 | - |                          |
| 第93回                   | 2015年の抱負を書き初め                                                                               | 2015年1月6日             | お年玉、すぐ使う派？ 貯金する派？ | - |                          |
| 第94回                   | SCANDAL WORLD TOUR 2015「HELLO WORLD」まであと11日                                                   | 2015年1月13日            | 鍋の締め、雑炊派？ うどん派？ | - |                          |
| 第95回                   | Check it out!! -MAMI篇-                                                                              | 2015年1月20日            | ・寝るとき、真っ暗派？豆電球派？ ・寝るときの体の向き | - |                          |
| 第96回                   | Check it out!! -HARUNA篇-                                                                            | 2015年1月27日            | ・地元のおいしいもの ・唐揚げ派？ 竜田揚げ派？ | - |                          |
| 第97回                   | Check it out!! -TOMOMI篇-                                                                            | 2015年2月3日             | ラジオ体操、第一派？第二派？ | - |                          |
| 第98回                   | ドッキリバレンタイン                                                                                 | 2015年2月10日            | お風呂上りに飲む一杯 | クマムシがコメントゲストで登場                                                                              |                          |
| 第99回                   | Check it out!! -RINA篇-                                                                              | 2015年2月17日            | ホテル宿泊時、ホテルのシャンプー派？ 持参派？ | - |                          |
| 第100回                  | 100！                                                                                                | 2015年2月24日            | トイレットペーパー、シングル派？ ダブル派？ | 番組コラボジグソーパズル第二弾の発売を発表                                                                  |                          |
| 第101回                  | ひな祭り♪ ガールズ・ソング特集                                                                       | 2015年3月3日             | ブロッコリー、何をかけるのがベスト？ | - |                          |
| 第102回                  | MAMIのファーストライブの巻                                                                           | 2015年3月10日            | 男女の友情、あり？なし？ | MAMIママが電話で登場                                                                                        |                          |
| 第103回                  | 『HELLO WORLD』パーソナルプロデュースグッズの裏話                                                    | 2015年3月17日            | 1人〇〇 | - |                          |
| 第104回                  | ぼくは、わたしは、〇〇を卒業します！                                                                 | 2015年3月24日            | 料理・スイーツを作る男子、どう思う？ | エンディングにて、翌週（2015年3月31日）の放送をもって番組が終了することが発表された。                       |                          |
| 第105回                  | スキャノミクス最・終・回！                                                                           | 2015年3月31日            | 歯ブラシ、柔らかめ派？ 普通派？ 硬め派？ | 最終回 |                          |

## 番組タイトル募集
番組タイトルがないまま初回放送を迎えたため、第一声は「始まりましたー！ "この番組 " でーす！」（HARUNA）と挨拶して始まった。またその際 ｢リスナーのみんなと番組を作っていきたい｣ という思いからリスナーからタイトルを募集することがアナウンスされた。2013年4月23日の放送以降「リスナーから寄せられたタイトル案を選定する」コーナーが随時設けられ、番組開始からタイトル決定へ漕ぎつけるまで約2ヶ月間にも及ぶ、時にユルく、時に厳しい選定作業が行われた。
以下はタイトル決定に至るまでの流れと番組内で紹介された全タイトル案、メンバーによる評価などを示したもの。

### 2013年4月23日放送
- 『なんでもやってみまスキャ』

「なんでもやりません。」（MAMI）
初回放送時の「やってほしいこととかあったら、なんでもやりますんでね。」（MAMI）を受けてのものだったが、発言した本人が否定した。
- 『スキャの21時(くじ)のおやつ』

「21時のおやつは食べません。」（MAMI）
- 『SCANDALのドゥビドゥビダバダ』

「 "ドゥビドゥビダバダ " はパッと見読めん。」（MAMI）
- 『プリンがプップリン』

「プッ！プッ！プリン！！！」（MAMI）
- 『4畳半で聴いてくれ』

「（スタジオは）6畳くらいじゃない？」（MAMI）
- 『スキャはまだ本性見せてないだけ』

「本性は見せません。」（MAMI）
- 『マジかよSCANDAL』

「マジだぜ。」（MAMI）
- 『SCANDALのキレッキレラジオ』（HARUNA案）

「言い方やって。」（RINA）
4人のユルい会話をイメージしたタイトル案が多いことに対して「キレキレのつもりやねんけど？」と挑発するRINAの一言からHARUNAが即興で言い放ったタイトル案。
- 『SCANDALの危険レース』
- 『SCANDAL Ahhhh U（アーーーウ）』
- 『ハートに火をつけて』
- 『Door to SCANDAL』
- 『ウキウキ モヤモヤ スキャンダラス』
- 『火曜の夜はスキャンダラスやで』
- 『SCANDALと君が描くRADIO』
- 『SCANDALAND』

など数多くの候補が挙げられたものの、「 "SCANDALの～ " しばりはやめる。」（MAMI）や「まだまだみんなの案はダメだ！」（HARUNA）といった感想から、日ごとに高さが変わるMAMIさんの壁と「キレッキレ」を求めるHARUNAさんの壁を越えるようなタイトルをまだ本気出してないだけのリスナーから再び募集するということでこの週での決定は持ち越しとなった。
また、番組バトンタッチの際RADIO DRAGONの火曜パーソナリティーを務める高山都にもタイトル案を求めた結果、立て続けに3つ案が挙げられた。
- 『スススススキャンダル』

パパパパパフィーをもじったもの
- 『スキャンダラスな女たち』

デスパレートな妻たちをもじったもの
- 『週刊SCANDAL』

### 2013年4月30日放送
- 『明日は水曜日  私はSCANDAL』

「知ってる。」（MAMI）
「今日イチ。」（TOMOMI）
- 『こちらの世界へようこそ』

「こわいこわい。」（RINA）
「今日イチ。」（TOMOMI）
- 『元気な赤ちゃんが生まれたよ』

「マタニティ番組？」（MAMI）

### 2013年5月7日放送
- 『風は背中から吹く』
- 『迅速にラジオ始めます』
- 『ちょっと頭がシクラメン』

「アーティストのシクラメン？」（TOMOMI）
"SCANDALの～" を禁止したこともあり、オリジナリティのある案が見られ「レベルは上がってる」（RINA）と評価する一方で、HARUNAからは
「うちらも結構身内ネタみたいので盛り上がって、あんまり相手に伝わらないこととかあるけど、リスナーの皆さんもきっとそういうことなんだよね。」
「自分たちの中では絶対これがおもしろい！ これが良い！ と思ってることを上手く伝えきれてないんだよ、きっと!!」
「自分たち(SCANDAL)にも言えることですよ、これは！」
とリスナーそして自分たちをも鼓舞する一幕もあり、この週でのタイトル決定も見送られた。
また、HARUNAの発言を受けてTOMOMIからは「一緒に成長していきたいね…」とエールが送られた。

### 2013年5月14日放送
この週から勝ち抜き戦となることが発表された。
- 『火曜の夜のスマイルタイム』（RNピカピカよっぴー案）

この週のタイトル案1位
- 『開くドアにご注意ください→』
- 『ドーベルマンが泣いている』
- 『あなたの鼓膜にズドーン！』
- 『毎週火曜は、SCANDAL定食 税込821円』

「からあげがいいー！」（TOMOMI）
- 『スキャっといこうぜ(^^)d』

### 2013年5月21日放送
- 『清く 正しく SCANDAL』

「美しいですね…。" 川のせせらぎ " みたいな…」（TOMOMI）
- 『ハマリート』
- 『スキャノミクス』（RNトリッピー案）

言い方は「スキャ[↑]ノミクス！！ Haha… 」（TOMOMI）
この週のタイトル案1位
この週の1位『スキャノミクス』と前週の1位『火曜の夜のスマイルタイム』とで決選投票を行い、『スキャノミクス』が満場一致4票獲得し勝ち抜きを決めた。しかし、最終決定はまたしても持ち越しとなった。

### 2013年6月4日放送
- 『Tueeeeeeeeeesでいっ♪』（RNピノ案）

この週の1位
前週1位『スキャノミクス』と『Tueeeeeeeeeesでいっ♪』のどちらかがコーナータイトルとして正式決定することに。
決選投票の結果、3票（RINA、MAMI、TOMOMI）対1票（HARUNA）でコーナータイトルは『スキャノミクス』に決定。
番組開始から約2ヶ月間にも及ぶ、タイトルなし状態に終止符を打った。

## 番組コラボグッズ

### 第一弾
- ジグソーパズル

『STANDARD』のアートワークが使用されている。
- SOBOKU Tシャツ（白黒2種類）

人気コーナー「SOBOKU」にちなんだもので、素朴な朝食（焼き魚、味噌汁、ご飯、ナスの箸置き）が描かれている。
メンバー全員で50個ものアイディアを出し合い、最終的にMAMI画伯の手描きイラストに決定した。

### 第二弾
- SOBOKU Tシャツ その2（白黒2種類）[22][23]

人の顔が3体描かれており、それぞれの口が「ソ」「ボ」「ク」と言っている。
前作に続きイラストはMAMI画伯の手描き。
RINA曰く「予想外のオシャレさ」

### 第三弾
- 目覚まし時計

メンバーのヴォイスが収録されている。

### 第四弾
- ジグソーパズル その2

LIVE DVD『SCANDAL ARENA LIVE 2014「FESTIVAL」』のジャケット写真が使用されている。

### 第五弾
- 切手コレクション

『SCANDAL WORLD TOUR 2015「HELLO WORLD」』のライブ写真が使用されている。